# Stöng (site archéologique)
Ne doit pas être confondu avec Þjóðveldisbærinn.
Stöng ou Stöng í Þjórsárdal est un site archéologique d'Islande situé dans le Sud du pays, dans la Þjórsárdalur. Il s'agit des restes de fermes vikings datant du Xe ou du XIe siècle et vraisemblablement détruites en 1104 au cours d'une éruption de l'Hekla, le volcan voisin.
Les vestiges ont été excavés à partir de 1939 et une réplique de l'une des fermes a été reconstruite de 1974 à 1977 à quelques kilomètres au sud-ouest dans le cadre des festivités du 1100e anniversaire de la colonisation de l'Islande, formant le musée de Þjóðveldisbærinn. La ferme se compose d'une pièce principale (skáli) de 72 m2, d'une pièce à vivre de 32 m2 de latrines,  d'un cellier et d'un vestibule. Une étable et une forge se trouvaient à proximité. 

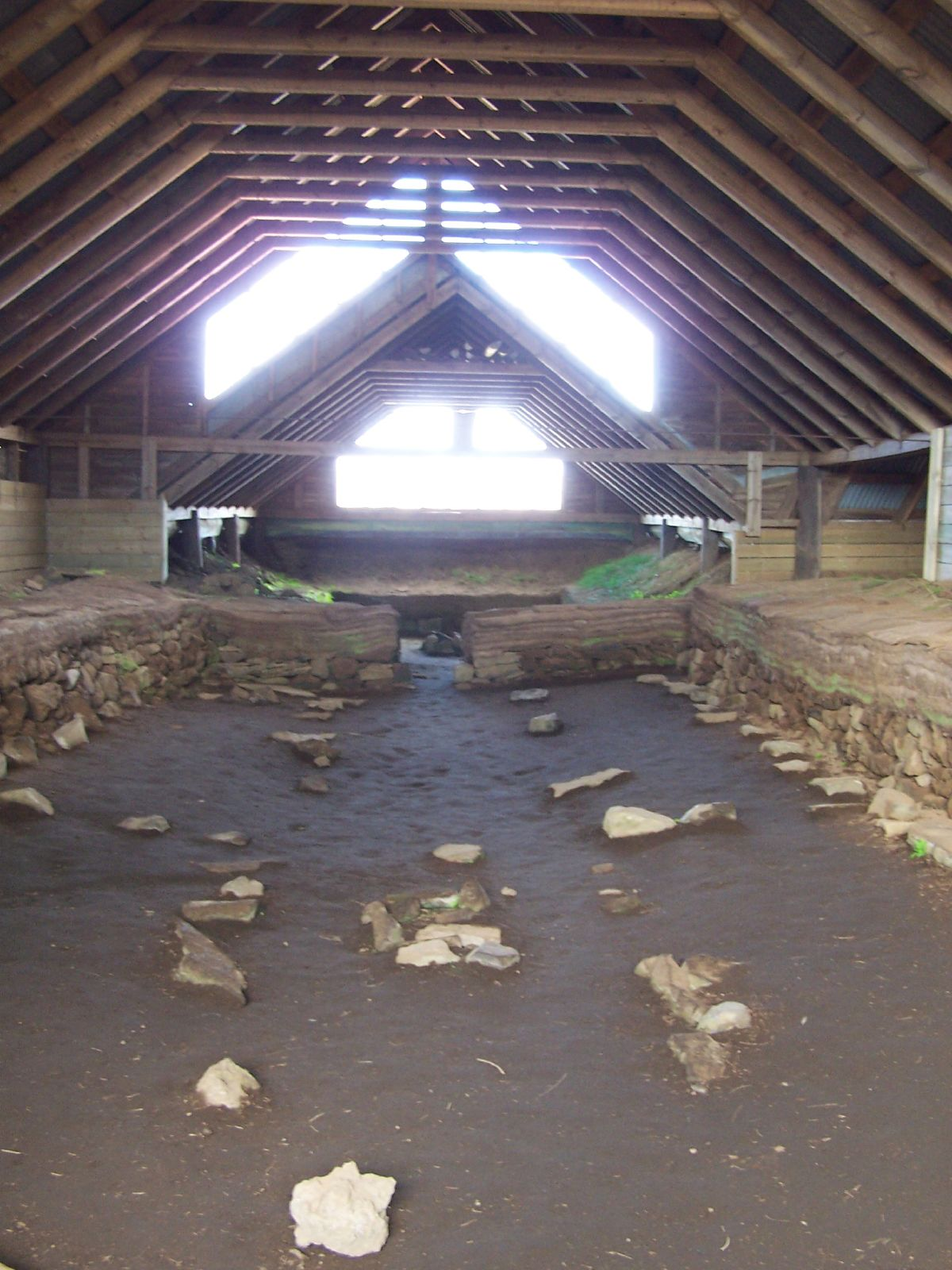
Vue de l'intérieur du bâtiment.